# رافانجلا
رافانجلا (بالإنجليزية: Ravangla) هي مدينة سياحية صَغيرة تقع على ارتفاع 7000 قدم في منطقة جنوب سيكيم في ولاية سيكيم الهندية، وترتبط مع المُدن الرئيسية الأخرى بواسطة طريق الولاية السريع، وتقع رافانجلا بين بيلينغ وغانتوك. تُعتبر نقطة انطلاق الرحلة إلى محمية مينام للحياة البرية. تقع رافانجلا على بُعد 65 كم تقريبًا من عاصمة الولاية غانتوك وعلى بُعد 120 كم من سيليغوري بولاية البنغال الغربية.
حسب إحصائية عام 2011، فإنهُ يبلغ عدد سكان رافانجلا حوالي 2,282 نسمة.